# Ajuntament de Belianes
Casa Ajuntament és un edifici de Belianes (Urgell) declarat bé cultural d'interès nacional, en la categoria de monument històric.

## Descripció
El conjunt és un massís bloc de planta quadrangular, constituït per tres plantes, amb dos tipus de parament ben diferenciats que delimiten els panys dels accessos principals. Així, el carreuat gran, polit i ben escairat, contrasta amb un altre de pedres desiguals. Les obertures es disposen irregularment al llarg dels murs. Són alineades, amb excepció dels dos ingressos principals d'arc de mig punt amb grans dovelles en disposició radial, una de les quals duu a la clau l'escut familiar.

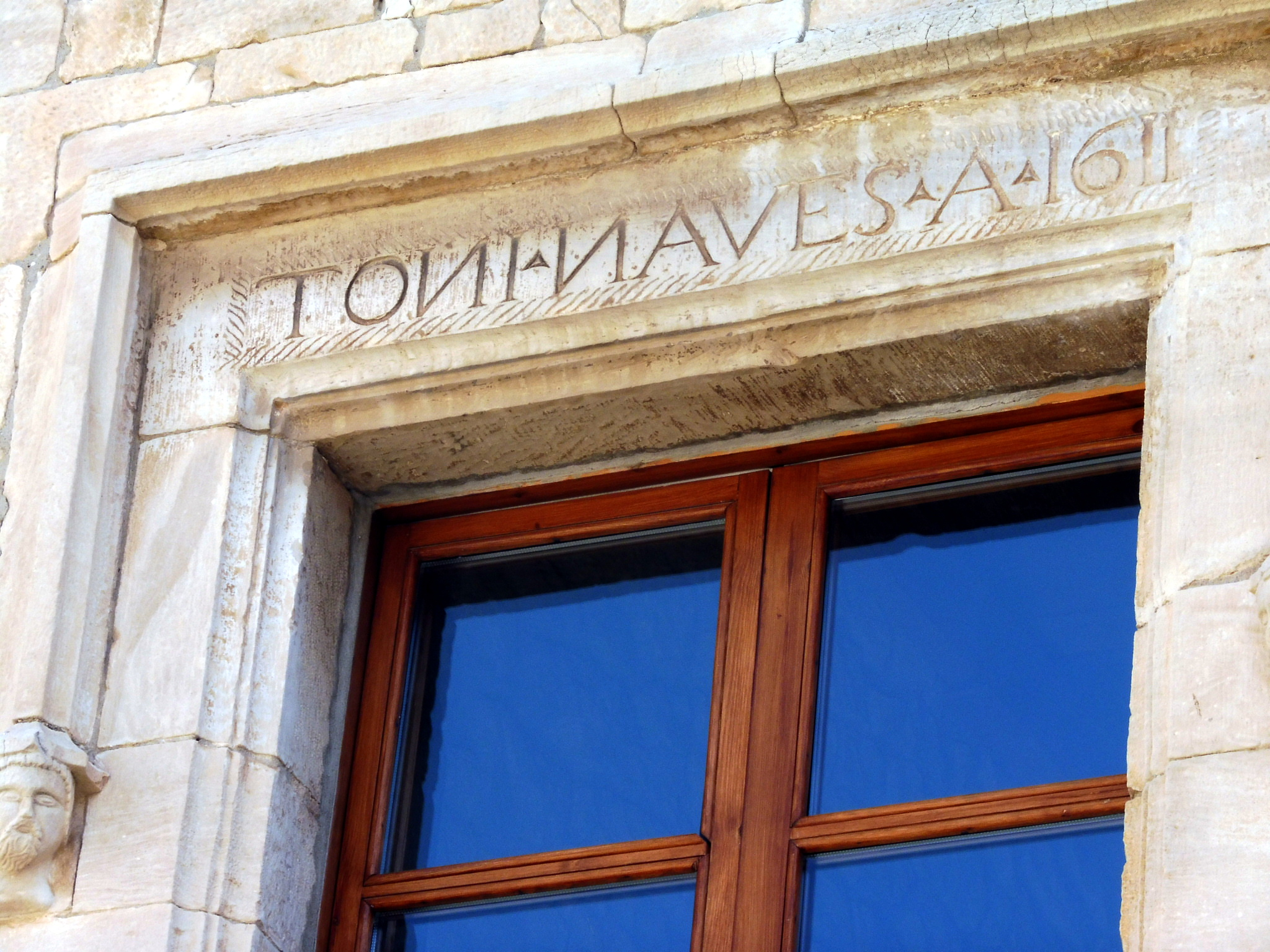
Detall de la finestra de l'esquerra.

Mentre que el conjunt de les finestres presenta un allindat simple, les que corresponen al primer pis de les façanes nobles són més complexes i estan remarcades per un trencaaigües acabat en mènsules figurades. Hom es planteja la relació d'aquest conjunt d'obertures amb les reformes de la segona meitat del segle xvi i principis del segle xvii.
Al seu dipòsit es guarden les restes del Retaule de Sant Jaume, realitzat l'any 1594 i destruït pràcticament del tot el 1936.

## Història
L'edifici que actualment estatja l'Ajuntament de Belianes és el resultat de la reforma que tingué lloc al llarg de la segona meitat del segle xvi, d'una construcció anterior, ja existent al segle xv. Així, segons Lladonosa, el 1416 pertanyia a la família Senvicent, però l'aparença actual es deu a la profunda intervenció cinccentista de la qual ens informa una inscripció llatina. Segons aquesta, entre els anys 1550 i 1611, el casal fou refet per Antoni de Navés, membre d'una de les branques de la influent família lleidatana dels Navés.